# TK PAN-PACIFIC TOUR '97 IN TAIPEI
TK PAN-PACIFIC TOUR '97 IN TAIPEI（中国名：小室家族'97環太平洋巡回台北演唱會）は、1997年5月27・28日に台北市立中山足球場で行われたライブイベントである。

## 概要・エピソード
- 2日間で計5万人を動員した。
- 台湾のレコード会社ロックレコード内のレーベルである魔岩唱片がチケット販売を担当した[1]。
- コンセプトは「小室哲哉の自己紹介」「小室のプロデュースワークのカタログ紹介」「エイベックスの紹介」「ファンサービス」としている[2]。
- ステージ上で豪華な演出を施すためにビデオモニター60台・スピーカー300台・バリライト5000台が使用され、興行費用は設備の輸送費等を含めて25億円以上かかった。チケットは2200元（約9000円）で入場料収入は3億円と完全な赤字だったが、小室は「自分を含む皆をアジアに売り込むためなら、この出費は安い方」と最初から採算度外視で挑んでいた[3]。

## メンバー
- 小室哲哉
- 安室奈美恵
- TRF
- globe

## 曲目
1. BOY MEETS GIRL / TRF
2. masquerade / TRF
3. Happening Here / TRF
4. CRAZY GONNA CRAZY / TRF
5. Overnight Sensation / TRF
6. Body Feels EXIT / 安室奈美恵
7. Chase the Chance / 安室奈美恵
8. Don't wanna cry / 安室奈美恵
9. a walk in the park / 安室奈美恵
10. CAN YOU CELEBRATE? / 安室奈美恵
11. FACES PLACES / globe
12. DEPARTURES / globe
13. TK PIANO SOLO / 小室哲哉
14. Can't Stop Fallin' in Love / globe
15. MUSIC TAKES ME HIGHER / globe
16. Anytime smokin' cigarette / globe
17. Feel Like dance / globe
18. EZ DO DANCE / TRF
19. SWEET PAIN / globe
20. Joy to the love / globe
21. SWEET 19 BLUES / 安室奈美恵